# DFB-Ligapokal 2002
Der DFB-Ligapokal 2002 war die siebte Auflage des Wettbewerbs. Teilnehmer waren die ersten sechs Mannschaften der vergangenen Bundesligasaison, einschließlich DFB-Pokalsieger Schalke 04. Es kam zu einer Neuauflage des Finals von 2001 in dem Hertha BSC bei seiner dritten Finalteilnahme in Folge seinen Titel mit dem identischen Ergebnis von 4:1 gegen den FC Schalke 04 im Finale von Bochum verteidigen konnte. Beste Torschützen des Wettbewerbs wurden mit je drei Treffern Alex Alves und Marcelinho von Hertha BSC.

## Turnierverlauf

### Vorrundenspiele
| Datum                      |                     | Ergebnis              |               | Ort                             |
| -------------------------- | ------------------- | --------------------- | ------------- | ------------------------------- |
| 24. Juli 2002 um 20:30 Uhr | Bayer 04 Leverkusen | 1:0 (0:0)             | Werder Bremen | Stadion an der Lohmühle, Lübeck |
| 25. Juli 2002 um 20:30 Uhr | FC Bayern München   | 2:2 (1:1) (3:4 i. E.) | Hertha BSC    | Erzgebirgsstadion, Aue          |

### Halbfinale
| Datum                      |                   | Ergebnis  |                     | Ort                        |
| -------------------------- | ----------------- | --------- | ------------------- | -------------------------- |
| 29. Juli 2002 um 20:30 Uhr | FC Schalke 04     | 2:0 (1:0) | Bayer 04 Leverkusen | Emslandstadion, Meppen     |
| 30. Juli 2002 um 20:30 Uhr | Borussia Dortmund | 1:2 (0:1) | Hertha BSC          | Ernst-Abbe-Sportfeld, Jena |

### Finale
| Paarung        | Hertha BSC – FC Schalke 04 |
| Ergebnis       | 4:1 (2:0) |
| Datum          | 1. August 2002 um 20:30 Uhr |
| Stadion        | Ruhrstadion, Bochum |
| Zuschauer      | 11.200 |
| Schiedsrichter | Hartmut Strampe (Handorf) |
| Tore           | 1:0 Marcelinho (32.) 2:0 Alex Alves (33.) 2:1 Victor Agali (61.) 3:1 Marcelinho (84., Elfm.) 4:1 Roberto Pinto (89.) |
| Hertha BSC     | Gábor Király – Andreas Schmidt (73. Thorben Marx), Arne Friedrich, Josip Šimunić, Michael Hartmann – Rob Maas, Andreas Neuendorf (67. René Tretschok) – Bartosz Karwan (79. Roberto Pinto), Marcelinho, Bart Goor – Alex Alves Cheftrainer: Huub Stevens ( Niederlande) |
| FC Schalke 04  | Frank Rost – Niels Oude Kamphuis (40. Sven Kmetsch), Tomasz Hajto, Marco van Hoogdalem, Aníbal Matellán – Christian Poulsen, Sven Vermant (70. Abdul Iyodo), Andreas Möller, Jörg Böhme (46. Gerald Asamoah), – Victor Agali, Ebbe Sand Cheftrainer: Frank Neubarth     |
| Gelbe Karten   | Josip Šimunić, Michael Hartmann, Marcelinho, Alex Alves – Frank Rost, Jörg Böhme, Sven Kmetsch |

## Torschützen
| Rang | Spieler         | Verein              | Tore |
| ---- | --------------- | ------------------- | ---- |
| 1    | Alex Alves      | Hertha BSC          | 3    |
| 1    | Marcelinho      | Hertha BSC          | 3    |
| 3    | Giovane Élber   | FC Bayern München   | 2    |
| 4    | Victor Agali    | FC Schalke 04       | 1    |
| 4    | Tomasz Hajto    | FC Schalke 04       | 1    |
| 4    | Roberto Pinto   | Hertha BSC          | 1    |
| 4    | Michael Preetz  | Hertha BSC          | 1    |
| 4    | Lars Ricken     | Borussia Dortmund   | 1    |
| 4    | Zoltan Sebescen | Bayer 04 Leverkusen | 1    |
| 4    | Tomasz Wałdoch  | FC Schalke 04       | 1    |